# Muviro
Muviro, jefe de los Waziri, es un personaje de la saga de Tarzán creada por Edgar Rice Burroughs.

## Personaje
Muviro es representado como una especie de anciano guerrero de los Waziri, sabio, valiente, respetado, y un buen amigo de Tarzán. Es el subjefe de la tribu bajo el grito de Tarzán. Tiene dos parientes conocidos; Wasimbu, un hijo, y Buira, una hija.

## En las novelas de Tarzán
El personaje de Muviro emerge gradualmente en las novelas, el momento exacto en el que él aparece por primera vez en la saga es un tanto discutible. Los tribu Waziri aparece por primera vez en El Regreso de Tarzán, el segundo libro, y aunque el personaje de Muviro no es nombrado en la novela, se presume que está entre los numerosos anónimos guerreros mencionado. La primera referencia hacia él ocurre en El Hijo de Tarzán, el cuarto libro, en el que un aparece un "Muviri" como un personaje menor, que declara ser un seguidor de Tarzán, que lo había conocido en "los viejos tiempos". El primer inequívoco de la aparición del nombre de Muviro es en Tarzán el Indómito, el séptimo libro, en el que se le menciona como el padre de la Wasimbu, un Waziri guerrero crucificado por los Alemanes durante la Primera Guerra Mundial, la destrucción de Tarzán Africanas de la finca. La primera aparición de Muviro en persona (al menos bajo ese nombre) es en Tarzán y el León de Oro, el noveno libro, como uno de los miembros de la tribu de bienvenida de la familia de Tarzán a la finca, al final de la guerra.
Las apariciones posteriores incluyen el libro 12, Tarzán y el Imperio Perdido, el primer libro que le da el título de subjefe, libro 13, Tarzán en el centro de la Tierra, en la que él y algunos de sus guerreros acompañar el Hombre Mono hacia el reino subterráneo de Pellucidar, libro 14, Tarzán el Invencible, libro 15, Tarzán Triunfante, libro 19, Tarzán s Quest, en lo que a la búsqueda de su hija perdida Buira forma un importante sub-trama de la acción principal, libro 21, Tarzán el Magnífico, y el cuento "Tarzán y el Campeón", recogidas en el libro 24, Tarzán y los Náufragos.
Muviro y su guerreros también aparecen en la Espalda a la Edad de Piedra, una secuela de Tarzán en el centro de la Tierra establece durante la estancia en Pellucidar, pero que no trata de Tarzán. 

## En otros medios de comunicación
Muviro aparece en los libros de historietas y tiras cómicas de Tarzán en un papel idéntico al de su representación del Tarzán en los libros de Burroughs.
En el 2001, en la serie animada La leyenda de Tarzán de Disney, se presenta a Muviro como un guerrero infame de la tribu Waziri. Esta bajo el servicio de Basuli, hijo del jefe, de quien esta sumamente celoso y tiene un actitud hostil hacia los forasteros, particularmente hacia Tarzán y sus amigos. Cuando Basuli y Tarzán comienzan una búsqueda para obtener una pluma de águila de una montaña para la preparación de Basuli para casarse y convertirse en el próximo jefe. Muviro hace un complot para matar a los dos y para que él mismo puede ser el jefe. Ingenia incidentes que causan varios retrasos en el viaje del dúo; lanza un árbol en un río que están cruzando, provoca una estampida de rinocerontes tras ellos, y comienza un derrumbe de rocas mientras que se acercan la montaña. Después de su tercer intento, Tarzán lo expone y comienza una lucha entre Muviro y Basuli, quién lo derrota y lo expulsa de la tribu por su traición. Muviro es visto por última vez caminando lejos en la niebla con cara de enojo, lo que implica que puede volver por venganza.
En el 2016 en la película La Leyenda de Tarzán, Muviro, interpretado por el Yule Masiteng, es el jefe de los Kuba, una tribu en la que el padre de la joven Jane Porter había servido como misionero, y a la que le había traído el herido de gravedad Tarzán, después de que él la había salvado del ataque de un simio. En la película, Muviro es un anciano  benévolo, como en las novelas, así como un hombre educado y letrado con fluidez en varios idiomas. Les da la bienvenida al ahora matrimonio, Tarzán y Jane, de nuevo al pueblo de los Kuba, después de su larga ausencia en Inglaterra, pero posteriormente es asesinado en un raid por Léon Rom y sus mercenarios.